# Armen Tarpinian
Œuvres principales
Le Chant et l'Ombre (1953)
Armen Tarpinian, né le 12 avril 1923 en Bulgarie et mort le 31 mai 2015 à Ivry-sur-Seine, est un poète, psychothérapeute et essayiste français. 

## Biographie
Armen Tarpinian, né de parents rescapés du génocide arménien et réfugiés d'abord en Bulgarie où il est né, puis en France où sa famille s'installe alors qu'il a quelques mois, a été psychopédagogue, rééducateur d'enfants et d'adolescents en difficulté et psychopraticien.
Il participe en 1986 à la création de la Revue de psychologie de la motivation qu'il dirige jusqu'en 2008.
Il devient président d'honneur de l’association de psychologie de la motivation (APM) créée en 1964 par le psychologue Paul Diel. Il est cofondateur du projet Interactions Transformation Personnelle - Transformation Sociale et coadministrateur de l’association pour la pensée complexe (APC) et de la Fédération française de psychothérapie et psychanalyse (FF2P), membre du CIRET. 
Membre depuis 2001 de la coordination française de la Décennie pour une culture de paix et de non-violence décrétée par l'ONU en 2000, il a participé à l’élaboration du programme pour l’école de la commission éducation, dirigée par Vincent Roussel, qui réunit également des militants associatifs. La Revue de psychologie de la motivation et plusieurs coauteurs de l’ouvrage École : changer de cap. Contributions à une éducation humanisante ont participé à son élaboration.
Outre ce dernier ouvrage, il a dirigé plusieurs ouvrages, notamment Idées-Forces pour le XXIe siècle (2009) et Donner toute sa chance à l'école. Treize transformations nécessaires et possibles... (2011).
Il a coordonné le programme du colloque Éducation et Humanisation. L'école à l'ère de la mondialisation (2013, Unesco).
Il a présidé de l'association École Changer de Cap (AECC).

## Poésie
Armen Tarpinian a publié ses premiers poèmes entre 1948 et 1953 dans Les Cahiers du Sud et le Mercure de France. Son premier recueil, (1952), intitulé Première Santé, (Tirage privé), est remarqué par Gaston Bachelard. En 1953, il publie Le Chant et l’Ombre, remarqué par René Char qui lui écrit : « Rarement livre de poèmes n’est plus  favorablement venu à moi, à mon désir de le comprendre et de l’aimer, que votre "Le Chant et l’Ombre". Le vide, l’angoisse que je ressens souvent – quand l’âme que font les mots assemblés me trouble -  ce vide et cette angoisse, vos poèmes les comblent, et je marche et je vole à nouveau » (28 mars 1953).   
Présent depuis 1956 dans plusieurs anthologies de la poésie française dont l'Anthologie de la poésie nouvelle de Jean Paris ou de Robert Sabatier, il ne publie plus guère puis reprend l'écriture poétique à partir de 1980, depuis ses premiers recueils, publié que dans des revues (Sud, Polyphonies, La Nouvelle Revue Française)... Conservant le titre initial, son dernier recueil (1945-2005) reprend l’essentiel de ses premières publications, enrichi par trois recueils réunis sous le titre La Source et le Delta auxquels s'ajoutent Animaux Majeurs et Oasis dans l’Infini (Exergues). L’ouvrage est préfacé/postfacé par le philosophe Robert Misrahi.

## Ouvrages
Poésie
- Le Chant et l'Ombre, Éditions de l’Arche, 1953
- Le Chant et l'Ombre. Poèmes 1945-2005, éditions La Part commune, Rennes, 2009 (édition augmentée). Préface et postface de Robert Misrahi.

Psychologie et essais
- Être Psychothérapeute.Questions, pratiques, enjeux, Éditions Dunod, 2006 (codirection)
- École : Changer de cap. Contributions à une éducation humanisante, éditions Chronique Sociale, 2009 (codirection)
- Idées-forces pour le XXIe siècle, éditions Chronique Sociale, 2009 (direction)
- Vivre s’apprend. Refonder l’humanisme, éditions Chronique Sociale, 2009
- Donner toute sa chance à l'école. Treize transformations nécessaires et possibles.., éditions Chronique Sociale, 2011 (coordination)
- Éducation psycho-sociale à l'école. Enjeux et pratiques, éditions Chronique Sociale, 2014 (codirection)
- Comprendre ce que nous vivons. A la recherche de l'art de vivre, édition Chronique Sociale, 2016